# Ben Jipcho
Benjamin 'Ben' Wabura Jipcho (Bungoma, Província Ocidental, 1 de março de 1943 – Eldoret, 24 de julho de 2020) foi um atleta queniano, que conquistou a medalha de prata na prova de 3000 metros com obstáculos nos Jogos Olímpicos de Verão de 1972, atrás do seu compatriota Kipchoge Keino.

## Biografia
Foi só aos vinte anos que Jipcho descobriu a vocação para o atletismo, depois de ter experimentado a prática do futebol. Descoberto por um treinador irlandês que estagiava no Quênia, foi só verdadeiramente em 1968 que começou a ter bons resultados em corridas de meio-fundo: 1:50.0 m em 800 metros e 3:59.8 m na milha.
Selecionado para os Jogos Olímpicos de 1968, realizados em altitude na Cidade do México, Jipcho veio a ter um papel muito importante na táctica queniana que levou à vitória de Kipchoge Keino na prova de 1500 metros. Sacrificando as suas próprias hipóteses de conquistar uma medalha, puxou Keino para fazer volta inicial em apenas 56 segundos, sendo seguidamente ultrapassado pelo seu colega a duas voltas do fim. Nessa altura, já Keino tinha ganho um avanço de mais de 20 metros, o suficiente para aguentar o famoso sprint final do favorito Jim Ryun. Face ao esforço desenvolvido no início, Jipcho foi passado por vários outros corredores, acabando em décimo lugar com o tempo de 3:51.2 m.
Evoluindo, a pouco e pouco, para os 3000 metros com obstáculos, a fim de não enfrentar o seu ídolo Keino, teve oportunidade de participar na final desta prova nos Jogos da Comunidade Britânica de 1970, em Edimburgo, onde foi segundo classificado atrás do australiano Tony Manning. No entanto, também Keino decidiu passar para os obstáculos e mais uma vez derrotou Jipcho, desta feita nos Jogos Olímpicos de 1972. Jipcho ganhou a medalha de prata com o tempo de 8:24.6 m, mais um segundo do que Keino.
Foi só após o fim da carreira de Keino que Jipcho viu o caminho aberto para as vitórias que aconteceram nos Jogos Pan-Africanos de 1973 e nos Jogos da Comunidade Britânica de 1974.
Terminou a sua carreira desportiva em 1975. Desde essa altura, Jipcho inspirou gerações de grandes corredores quenianos, alguns deles a si ligados por laços familiares, tais como as irmãs Edith e Linet Masai.
Morreu no dia 24 de julho de 2020 em Eldoret.